# Pisak

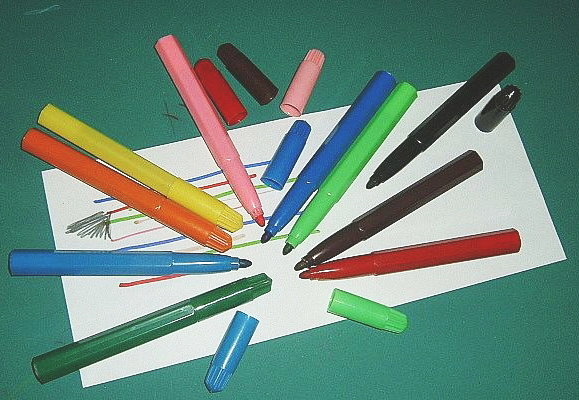
Tradycyjne pisaki

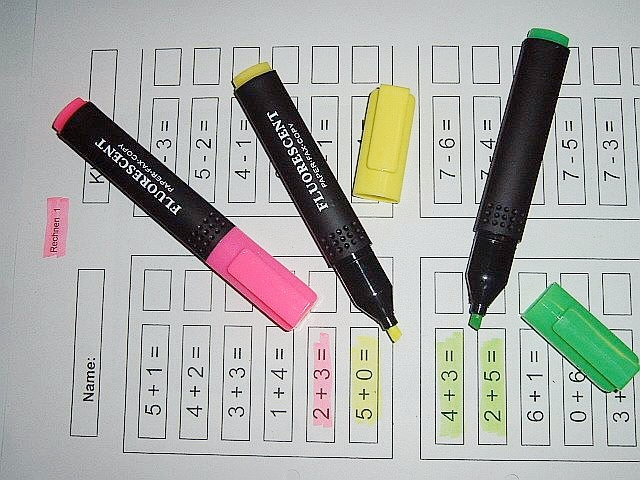
Markery

Pisak (cienkopis, flamaster, mazak, marker) – jest to rodzaj długopisu, wewnątrz którego znajduje się porowaty rdzeń nasączony tuszem. Końcówka pisząca jest również porowata, dzięki czemu tusz powoli przepływa na powierzchnię papieru czy innego materiału. Dostępna jest ich szeroka gama kolorów i rodzajów tuszu.
Ze względu na grubość linii pisania, przyrządy te w języku polskim można szacunkowo podzielić na grupy:
- do 0,8 mm - cienkopisy,
- od 0,9 do 4 mm – flamastry, mazaki,
- powyżej 4 mm – markery.

Ze względu na rodzaj tuszu, główny podział to:
- permanentne (niezmazywalne) – większość pisaków,
- zmazywalne (suchościeralne) – używane do pisania na tablicy, wykorzystują specjalny rodzaj tuszu łatwego do usunięcia (nawet po wyschnięciu), np. przy pomocy gąbki,

Permanente zaś dzielą się na:
- transparentne (przezroczyste) – na bazie wody lub alkoholu, stosowane np. do zaznaczania tekstu (w gazetach, drukach),
- nieprzezroczyste – na bazie olejowej, stosowane do znakowania na bardzo szerokiej gamie powierzchni.

Termin marker pochodzi z języka angielskiego od słowa mark – zaznaczać. Oprócz typowego zastosowania, tj. do wyróżniania tekstu na papierze, bądź pisania na tablicy, markery są między innymi wykorzystywane przez ludzi związanych z subkulturą hip-hopową do tzw. tagowania w miejscach publicznych.